# Chloroniella peringueyi
Chloroniella peringueyi là một loài côn trùng trong họ Corydalidae thuộc bộ Megaloptera. Loài này được Esben-Petersen miêu tả năm 1924.